# Proérythroblaste

Vue d'un proérythroblaste teint.

Un proérythroblaste, ou pronormoblaste, est la première des quatre étapes de développement d'un normoblaste, ce dernier étant un érythrocyte (globule rouge) qui possède encore son noyau.
En histologie, il est très difficile de distinguer un proérythroblaste d'un lymphoblaste, d'un myéloblaste, d'un monoblaste et d'un mégacaryoblaste. Le cytoplasme est teint en bleu à la coloration à l'hématoxyline et à l'éosine, ce qui indique qu'il est basophile.
À la suite de l'étape proérythrcyte (=proérythroblaste), les érythrocytes en cours de développement subissent plusieurs mitoses tandis qu'ils activent les gènes de survie comme Bcl-xL (en), accumulent du fer, mettent en route la biosynthèse de l'hémoglobine ainsi que les autres gènes des globules rouges (processus largement GATA1-dépendant accéléré par signalisation EpoR (en)), et voient leur taille se réduire, pour finalement perdre leur noyau et être libérés dans le flux sanguin en tant que réticulocyte.